# ソニー・ビル・ウィリアムズ
ソニー・ビル・ウィリアムズ（Sonny Bill Williams 1985年8月3日 - ）は、プロボクサー、元ラグビーリーグ選手及びラグビーユニオン選手である。ニュージーランド出身。ラグビーリーグでニュージーランド代表となった後に、ラグビーユニオンでも代表となった史上2人目の選手である。リーグとユニオンのどちらのコードでもタックルを受けた時のオフロードパスの能力で知られる。

## 人物
1985年8月3日、ニュージーランド、オークランドで生まれる。家系はサモア出身。身長194cm、体重108kg。愛称は名前の頭文字をとって“SBW”である。2008年にイスラム教に改宗した。2010年、2011年のカンタベリー地震で被災。
妹は女子ラグビー選手のナイル・ウィリアムズ。従兄弟は男子サモアのラグビー選手のティム・ナナイ・ウィリアムズ

## キャリア

### ラグビーリーグ
ラグビーリーグ選手だった父親の影響で少年時代からラグビーリーグに親しみ、オークランド市内のマウント・アルバート・グラマースクール卒業後、オーストラリアのラグビーリーグ (NRL) チーム、ブルドッグズにスカウトされて入団、2004年、18歳でパラマタ・イールズ戦でデビュー。その年に所属するチームはグランドファイナル優勝、International Newcomer of the Year Awardを受賞。3年目に21試合出場8トライ（32点）、4年目には21試合出場14トライ（56点）と活躍、リーグ界のスターとなった（リーグ時代のポジションはセカンドロー、ロック、センター）。
しかし、2007年にブルドッグズと2012年までの5年契約（250万ドル）を結んでいたが、その契約の一年後、2008年に突如フランスのラグビーユニオンクラブチーム、RCトゥーロンに移籍した。

### ラグビーユニオン
突然のユニオン転向、チーム移籍には、オーストラリア国内で話題となった（2008年の男性向け週刊誌「ズー・ウィークリー」による「嫌いな有名人ベスト50」で、ウィリアムズがバリ爆弾テロ犯であるアムロジ死刑囚を大きく引き離し1位に選ばれたほど）。
その後トゥーロンはブルドッグスに移籍金30万ポンドを支払い、2010年までの3年契約を結んだ。当時トゥーロンのコーチだった元オールブラックスの英雄タナ・ウマガと親交を深め、本人もオールブラックス入りを望んでいたこともあり、2010年フランスでのシーズン終了後、トゥーロンの引き止め（3年で600万ドルという破格の契約という噂）もあったが、ニュージーランドラグビー協会と契約、ニュージーランド州代表選手権 (ITM CUP) 出場のため、カンタベリーに所属した。
2010年、ベイオブプレンティ戦でITM杯デビューした。カンタベリーの選手権優勝に大きく貢献し、同年10月、念願だったオールブラックスに選出された。11月6日のイングランド戦で代表デビュー、翌週13日のスコットランド戦では最優秀選手に選ばれた。
この年の欧州遠征では、同じセンターバックのマア・ノヌーと2人合わせて体重が212キロもあり「オールブラックス史上最“重”」と話題になった。
2011年、スーパーラグビーの強豪クルセイダーズに入り、ワラタス戦でデビュー。2月の震災により4月にロンドンのトゥイッケナム・スタジアムで代替地開催となったシャークス戦で、フォワードの怪我が多く交替メンバーがいなくなったために、フランカーとしてスクラムに参加した。
2012年7月9日、スーパーラグビーのシーズン終了後にジャパンラグビートップリーグのパナソニック ワイルドナイツと契約することが発表された。ウィリアムズは、パナソニック ワイルドナイツで10試合プレーした後、ラグビーユニオンを離れ、ナショナル・ラグビーリーグに所属するオーストラリアのチームに加入する予定となっている。ウィリアムズには日本で140万ドル（約1億1千万円）、NRLでは57万ドル（約4500万円）が支払われることが報道されている。
2016年には7人制ニュージーランド代表に選出され、リオデジャネイロオリンピックに出場したが、初戦の日本戦でタックルを受けて負傷し離脱、ウィリアムズはリオ五輪を1試合で去ることになった。
2021年3月11日、35歳でラグビーを引退し、ボクシングに専念することを発表した。

### ボクシング
ウィリアムズは体幹を鍛えるためにボクシングをトレーニングに取り入れた。しかし、トレーニングにとどまることなく、2009年5月にプロボクシングデビューし、2ラウンドTKOで勝利した。2011年6月、スーパーラグビーのシーズン中ではあるが、クライストチャーチ震災のチャリティーマッチを行い勝利、クライストチャーチ市に売上金を寄付した。
2013年2月8日、WBAインターナショナルヘビー級タイトルマッチでフランソワ・ボタと対戦、10回判定で勝利しタイトルを獲得した。しかし国際タイトルマッチは12ラウンドで行われるのが通常であり、発表されていた12ラウンドから、観客だけでなく関係者への告知も事前に無く10ラウンドで終了したことで、ボタが終盤に試合を盛り返していたこともあってフェアでないと不満が続出、ブックメーカーが掛け金の返金に応じるなど混乱が起きた。また試合から数日後、15万オーストラリアドル（約1450万円）の報酬で負けるよう八百長試合を持ちかけられていたことをボタが暴露している。
2013年10月13日、2015年のワールドカップや2016年のオリンピックなどに向けラグビー活動に専念するため、少なくとも今後三年間はボクシングを行わない事が報じられる。
2015年1月31日、2年ぶりの試合でチャウンシー・ウエリバーと対戦し、8回判定勝利を収めた。
2021年6月26日、6年半ぶりに試合を行いワイカトー・ファレフェシと対戦し、6回判定勝ちを収めた。
2022年11月5日、アウェア・スーパー・シアターでマーク・ハントと対戦し、4回TKO負けを喫した。